# Tang Zhong

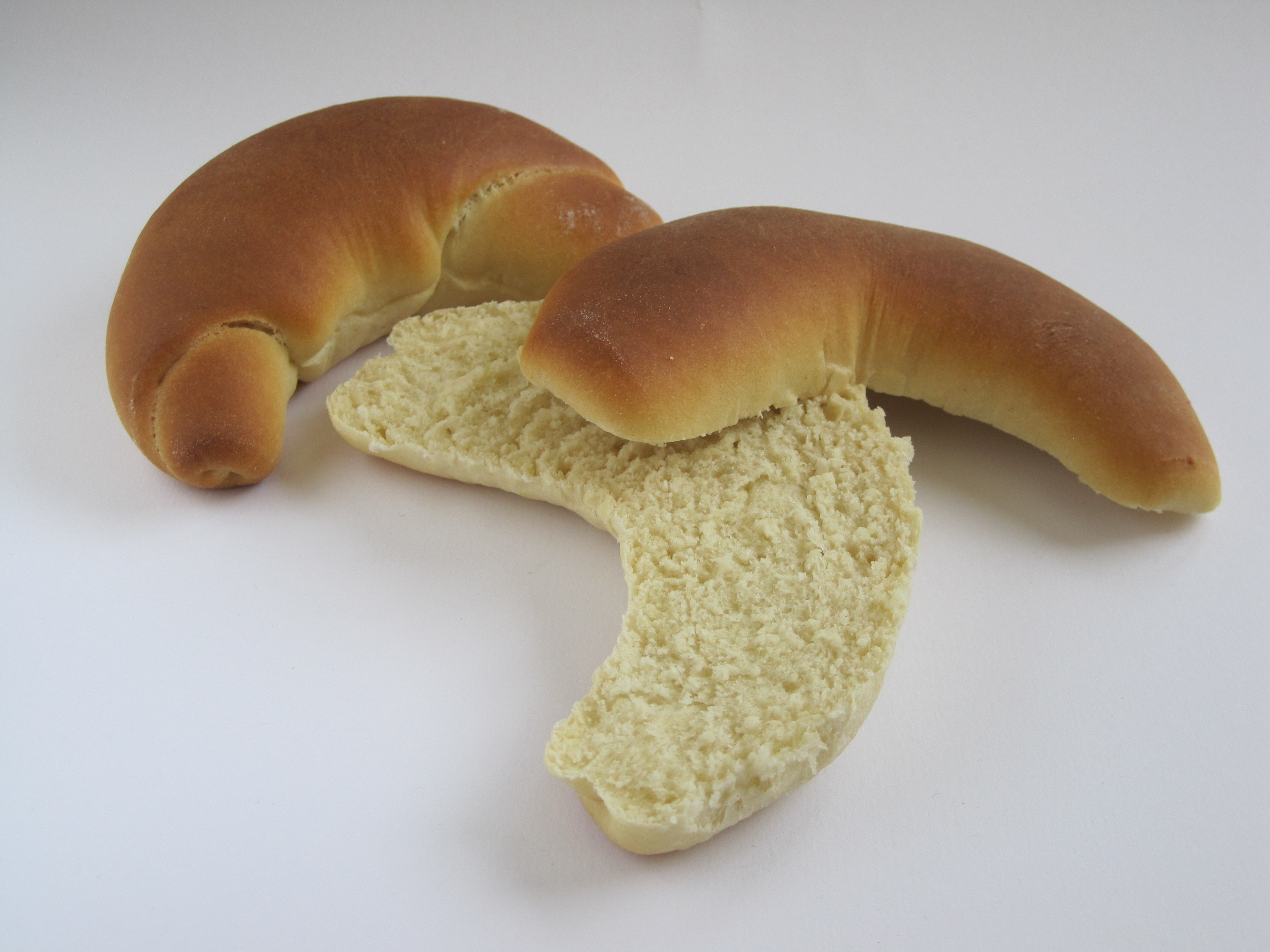
Pane prodotto con la tecnica del tang zhong

Il Tang Zhong è una tecnica culinaria usata da secoli, ma modificata e diffusasi nella comunità cinese dopo la pubblicazione (avvenuta nel 2007) del libro di cucina 65 °C 汤 种 面包, introdotto da Yvonne Chen.

## Descrizione
Il Tang Zhong, chiamato anche "water roux", consiste nel fare il pane morbido ed elastico senza l'aggiunta di conservanti o additivi, ma usando semplicemente uno starter fatto con la stessa farina e con acqua, usata in rapporto da 1:5 (per 1 grammo di farina si aggiungono 5 grammi di acqua), e portandoli alla temperatura di 65 °C per poi raffreddarli prima di incorporarli all'impasto.
Questa è la versione con la farina bianca.
La versione del water roux con il grano spezzato (o le farine integrali) è la seguente: una parte di grano spezzato e 5 di acqua. Vanno portate a 90° mescolando con una frustra ottenendo un gel.
Questo gel si conserverà il frigo per una settimana e potrà essere usato o come nutritivo dei lieviti in aggiunta ai lieviti naturali (in proporzione del 30% sulla farina).